# Karl-Heinz Funke
Karl-Heinz Funke (ur. 29 kwietnia 1946 w Dangast koło Varel) – niemiecki polityk, nauczyciel, rolnik i samorządowiec, długoletni działacz Socjaldemokratycznej Partii Niemiec (SPD), minister w rządzie Dolnej Saksonii, w latach 1998–2001 minister rolnictwa w rządzie federalnym.

## Życiorys
Po maturze odbył służbę wojskową. Studiował następnie germanistykę i historię na Uniwersytecie w Hamburgu. W 1972 i 1974 zdał egzaminy zawodowe I oraz II stopnia. Pracował jako nauczyciel w szkole zawodowej, prowadził także rodzinne gospodarstwo rolne.
W 1964 dołączył do Socjaldemokratycznej Partii Niemiec. Od 1972 wybierany na radnego miejskiego w Varel (w 1981 został burmistrzem tej miejscowości) i na radnego powiatu Friesland. W latach 1978–1998 zasiadał w landtagu kraju związkowego Dolna Saksonia. Od czerwca 1990 do października 1998 sprawował urząd ministra rolnictwa w kierowanych przez Gerharda Schrödera rządach tego landu.
W październiku 1998 przeszedł na urząd ministra rolnictwa, polityki żywnościowej i leśnictwa w rządzie federalnym Gerharda Schrödera. Ustąpił w styczniu 2001 w okresie kryzysu związanego z tzw. chorobą szalonych krów.
Powrócił później do polityki lokalnej, do 2009 pełnił funkcję wiceburmistrza miasta Varel, pozostał następnie radnym. W 2011 dołączył do lokalnego ugrupowania Zukunft Varel, co skutkowało jego wykluczeniem z SPD.